# بيورن بيرغ
بيورن بيرغ (بالنرويجية البوكمول: Bjørn Berge)‏ هو مغني وموسيقي وعازف قيثارة نرويجي، ولد في 23 سبتمبر 1968 في هاوغسوند في النرويج.

## وصلات خارجية
- الموقع الرسمي
- بيورن بيرغ على موقع ميوزك برينز (الإنجليزية)
- بيورن بيرغ على موقع ديسكوغز (الإنجليزية)